# Eunidia ochreoapicalis
Eunidia ochreoapicalis är en skalbaggsart som beskrevs av Stefan von Breuning 1981. Eunidia ochreoapicalis ingår i släktet Eunidia och familjen långhorningar. Inga underarter finns listade i Catalogue of Life.